# Campionati austriaci di sci alpino 2022
I Campionati austriaci di sci alpino 2022 si sono svolti nel Montafon dal 22 al 28 marzo; il programma ha incluso gare di discesa libera, supergigante, slalom gigante e slalom speciale, sia maschili sia femminili. 
Trattandosi di competizioni valide anche ai fini del punteggio FIS, vi hanno potuto partecipare anche sciatori di altre federazioni, senza che questo consenta loro di concorrere al titolo nazionale austriaco. 

## Risultati

### Uomini

#### Discesa libera
| Pos. | Atleta            | Nazione | Tempo   |
| ---- | ----------------- | ------- | ------- |
| 1    | Daniel Danklmaier | Austria | 2:01,18 |
| 2    | Otmar Striedinger | Austria | 2:01,61 |
| 3    | Julian Schütter   | Austria | 2:01,67 |
| 4    | Christoph Krenn   | Austria | 2:01,71 |
| 5    | Niklas Köck       | Austria | 2:02,00 |
| 6    | Stefan Babinsky   | Austria | 2:02,58 |
| 7    | Stefan Eichberger | Austria | 2:02,78 |
| 8    | Manuel Traninger  | Austria | 2:02,82 |
| 9    | Stefan Rieser     | Austria | 2:03,25 |
| 10   | Luis Tritscher    | Austria | 2:03,78 |

Data: 25 marzo

Gara in due manche

#### Supergigante
| Pos. | Atleta              | Nazione       | Tempo   |
| ---- | ------------------- | ------------- | ------- |
| 1    | Julian Schütter     | Austria       | 1:04,90 |
| 2    | Otmar Striedinger   | Austria       | 1:04,99 |
| 3    | Daniel Hemetsberger | Austria       | 1:05,00 |
| 4    | Daniel Danklmaier   | Austria       | 1:05,15 |
| 5    | Stefan Rieser       | Austria       | 1:05,24 |
| 6    | Niklas Köck         | Austria       | 1:05,36 |
| 7    | Manuel Traninger    | Austria       | 1:05,48 |
| 8    | Stefan Eichberger   | Austria       | 1:05,53 |
| 9    | Philipp Lackner     | Austria       | 1:05,60 |
| 10   | Marco Pfiffner      | Liechtenstein | 1:05,67 |

Data: 24 marzo

#### Slalom gigante
| Pos. | Atleta              | Nazione  | Tempo   |
| ---- | ------------------- | -------- | ------- |
| 1    | Stefan Brennsteiner | Austria  | 2:07,15 |
| 2    | Patrick Feurstein   | Austria  | 2:07,59 |
| 3    | Sam Maes            | Belgio   | 2:08,05 |
| 3    | Tommaso Sala        | Italia   | 2:08,05 |
| 5    | Lukas Feurstein     | Austria  | 2:08,48 |
| 6    | Marco Reymond       | Svizzera | 2:08,56 |
| 7    | Christian Borgnaes  | Austria  | 2:08,68 |
| 8    | Thomas Dorner       | Austria  | 2:08,70 |
| 8    | Julian Schütter     | Austria  | 2:08,70 |
| 10   | Marco Schwarz       | Austria  | 2:08,74 |

Data: 23 marzo

#### Slalom speciale
| Pos. | Atleta              | Nazione  | Tempo   |
| ---- | ------------------- | -------- | ------- |
| 1    | Simon Rueland       | Austria  | 1:36,08 |
| 2    | Johannes Strolz     | Austria  | 1:36,29 |
| 3    | Christoph Meissl    | Austria  | 1:36,58 |
| 4    | Simon Oberhamberger | Austria  | 1:36,70 |
| 5    | Lukas Feurstein     | Austria  | 1:36,76 |
| 6    | Joshua Sturm        | Austria  | 1:36,79 |
| 7    | Thomas Dorner       | Austria  | 1:36,86 |
| 8    | Philip Hoffmann     | Austria  | 1:36,94 |
| 9    | Julian Rauchfuss    | Germania | 1:37,03 |
| 10   | Michael Matt        | Austria  | 1:37,07 |

Data: 22 marzo

### Donne

#### Discesa libera
| Pos. | Atleta              | Nazione | Tempo   |
| ---- | ------------------- | ------- | ------- |
| 1    | Franziska Gritsch   | Austria | 2:03,68 |
| 2    | Stephanie Venier    | Austria | 2:03,72 |
| 3    | Vanessa Nußbaumer   | Austria | 2:04,43 |
| 4    | Tamara Tippler      | Austria | 2:04,51 |
| 5    | Magdalena Egger     | Austria | 2:04,63 |
| 6    | Amanda Salzgeber    | Austria | 2:04,80 |
| 7    | Lena Wechner        | Austria | 2:05,02 |
| 8    | Emily Schöpf        | Austria | 2:05,06 |
| 9    | Nadine Fest         | Austria | 2:05,09 |
| 10   | Elisabeth Reisinger | Austria | 2:05,11 |

Data: 26 marzo

Gara in due manche

#### Supergigante
| Pos. | Atleta              | Nazione | Tempo   |
| ---- | ------------------- | ------- | ------- |
| 1    | Magdalena Egger     | Austria | 1:06,17 |
| 2    | Nadine Fest         | Austria | 1:06,18 |
| 3    | Emily Schöpf        | Austria | 1:06,41 |
| 4    | Elisabeth Reisinger | Austria | 1:06,74 |
| 5    | Nina Ortlieb        | Austria | 1:06,75 |
| 6    | Stephanie Venier    | Austria | 1:06,76 |
| 7    | Lena Wechner        | Austria | 1:06,82 |
| 8    | Tamara Tippler      | Austria | 1:06,94 |
| 9    | Vanessa Nußbaumer   | Austria | 1:07,10 |
| 10   | Magdalena Ranalter  | Austria | 1:07,18 |

Data: 24 marzo

#### Slalom gigante
| Pos. | Atleta                | Nazione | Tempo   |
| ---- | --------------------- | ------- | ------- |
| 1    | Katharina Truppe      | Austria | 2:01,16 |
| 2    | Ricarda Haaser        | Austria | 2:01,21 |
| 3    | Franziska Gritsch     | Austria | 2:01,72 |
| 4    | Katharina Liensberger | Austria | 2:02,51 |
| 5    | Viktoria Bürgler      | Austria | 2:03,61 |
| 6    | Katharina Gallhuber   | Austria | 2:04,10 |
| 7    | Melanie Niederorfer   | Austria | 2:04,78 |
| 8    | Sophia Waldauf        | Austria | 2:05,16 |
| 9    | Sabrina Maier         | Austria | 2:05,19 |
| 10   | Victoria Olivier      | Austria | 2:05,40 |

Data: 27 marzo

#### Slalom speciale
| Pos. | Atleta                  | Nazione  | Tempo   |
| ---- | ----------------------- | -------- | ------- |
| 1    | Katharina Liensberger   | Austria  | 1:31,71 |
| 2    | Franziska Gritsch       | Austria  | 1:31,81 |
| 3    | Katharina Truppe        | Austria  | 1:32,26 |
| 4    | Stephanie Brunner       | Austria  | 1:32,89 |
| 5    | Aline Höpli             | Svizzera | 1:32,90 |
| 6    | Nicole Good             | Svizzera | 1:33,37 |
| 7    | Nina Astner             | Austria  | 1:33,54 |
| 8    | Valentina Pfurtscheller | Austria  | 1:35,36 |
| 9    | Victoria Olivier        | Austria  | 1:35,43 |
| 10   | Julia Flatscher         | Austria  | 1:35,78 |

Data: 28 marzo